# 対空戦闘指揮統制システム

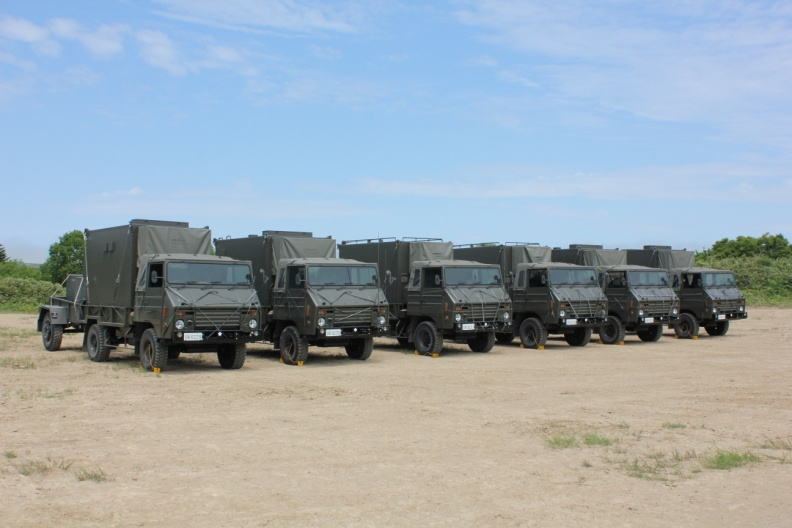
第2師団第2高射特科大隊本部中隊が装備する対空戦闘指揮統制システム(ADCCS)Ⅱ型

対空戦闘指揮統制システム（たいくうせんとうしきとうせいしすてむ、英: Air Defence Command and Control System、略語ADCCS（アドックス））は、陸上自衛隊の方面隊・師団・旅団の高射特科部隊に配備される装備品。

## 概要
対空レーダ等の情報を集約し、対空射撃・対空戦闘に必要な情報を迅速・正確に処理伝達するための指揮・統制を行うシステム。
方面隊用のI型、師団用のII型、旅団用のIII型がある。製作は三菱電機。
従来の対空戦闘指揮装置はC2システムとして対空戦闘指揮装置、およびこれに連接されたC4Iシステムとして方面隊用に方面隊高射指揮所装置（MTQ-1）が、師団用に師団対空情報処理システム（DADS）が配備されている。しかしこれらのシステムは戦闘爆撃機やヘリコプター等の対処に限られ、巡航ミサイルや空対地ミサイルの対処には対応していていない。また多数機に対する情報処理・指揮統制にも制約を受ける上に、MTQ-1とDADSの間で連接が行われておらず、情報処理や一元的な指揮統制に支障をきたす。結果として、目標への重複攻撃（オーバー・キル）や撃ち漏らしが生じる可能性が高い。これらの問題を解決した上で能力向上を図り、効果的な対空戦闘指揮統制を行うため本システムが開発された。
従来のシステムとADCCSを比較すると次のような特徴がある。
- 対処目標
  - ADCCS:戦闘爆撃機・ヘリコプター・巡航ミサイル・空対地ミサイル等
  - MTQ-1・DADS:戦闘爆撃機・ヘリコプター等
- 連接可能なシステム
  - ADCCS:JADGE（空自）・群[1]対空戦闘指揮装置等・対空火器・陸自指揮システム[2]等
  - MTQ-1:音声のみ
  - DADS:群対空戦闘指揮装置等・対空火器

ADCCSは複数の方面隊や師団や旅団が運用する対空監視レーダ（対空レーダ装置 JTPS-P25等）・低空レーダ（低空レーダ装置 JTPS-P18等）や、03式中距離地対空誘導弾、ホーク、81式短距離地対空誘導弾、93式近距離地対空誘導弾、87式自走高射機関砲、91式携帯地対空誘導弾といった対空火器と連接することで、対空情報が共有され一元的な指揮統制が可能となり、情報集約能力や処理能力や伝送能力が飛躍的に向上する。さらに航空自衛隊の新自動警戒管制システム（JADGE）とも連接可能で、対空情報の共有化でより広域の情報取得も可能である。

## 構成
次にADCCSの構成を記す（師団用II型）。
- 対空戦闘指揮統制装置II型
- 対空作戦調整所装置II型
- 通信装置II型
- 対空情報受信装置（連隊・大隊等用、個人携帯SAM用、LAN用）
- 連接装置（中SAM・ホーク射撃単位用、短SAM（B）・短SAM（C）用、近SAM用、87AW用、対空レーダ装置用、低空レーダ用）
- 指揮官幕僚用端末装置

概要で挙げた装備以外にも、ADCCS開発後に新たに配備された装備（例：11式短距離地対空誘導弾）との連接は可能である。なおJTPS-P25はADCCSの構成品として扱われる。また野外通信システム（広帯域多目的無線機）を用いた対空装備に留まらない他の自衛隊C4Iシステムとの連接も可能になる予定。

## 調達と配備
2004年（平成16年）度から2008年（平成20年）度までに開発が行われ、2009年（平成21年）度に予算が計上、2011年（平成23年）度から配備が始まった。
配備部隊・機関
- 第1高射特科団
  - 第1高射特科団本部付隊（東千歳駐屯地）：対空戦闘指揮統制システムⅠ型[4]
- 第2高射特科群
  - 第301高射運用隊（松戸駐屯地）
- 第8高射特科群
  - 第302高射運用隊（青野原駐屯地）
- 第2高射特科団
  - 第2高射特科団本部付隊（飯塚駐屯地）

- 第5旅団
  - 第5高射特科隊（帯広駐屯地）：対空戦闘指揮統制システムⅡ型[5]
- 第6師団
  - 第6高射特科大隊（郡山駐屯地）：対空戦闘指揮統制システムⅡ型
- 第11旅団
  - 第11高射特科隊（真駒内駐屯地）：対空戦闘指揮統制システムⅡ型[6]

- 第14旅団
  - 第14高射特科隊（松山駐屯地）：対空戦闘指揮統制システムⅡ型[7]

## 参考資料
- 平成20年度事前の事業評価「対空戦闘指揮統制システム」
  - 要旨
  - 本文
  - 参考

- 平成21年度事後の事業評価「対空戦闘指揮統制システム」
  - 要旨
  - 本文
  - 参考